# Jean-Baptiste-Charles-Joseph Bélanger

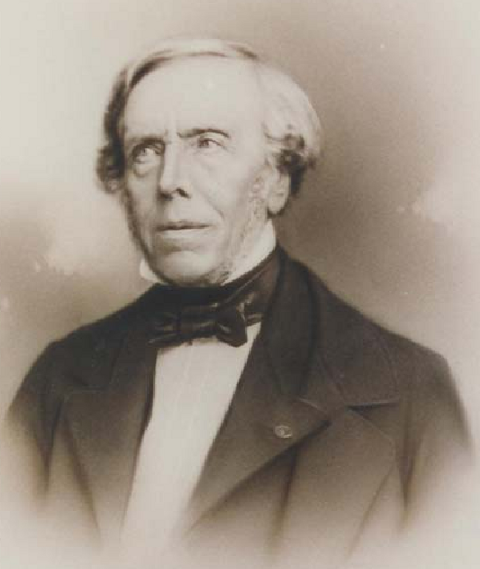
Jean-Baptiste-Charles-Joseph Bélanger

Jean-Baptiste-Charles-Joseph Bélanger (* 4. April 1790 in Valenciennes; † 8. Mai 1874 in Neuilly-sur-Seine) war ein französischer angewandter Mathematiker.
Bélanger war Professor an der École Centrale des Arts et Manufactures, an der École polytechnique und an der École nationale des ponts et chaussées.
Er arbeitete auf den Gebieten der Hydraulik und der Hydrodynamik.

## Werke
- Essai sur la solution numérique de quelques problèmes relatifs au mouvement permanent des eaux courantes (1828)
- Notes sur la mécanique appliquee aux principes de la stabilité des constructions et à la théorie dynamique des machines (1848)
- Résumé de leçons de géométrie analytique et de calcul infinitésimal (1859)
- Théorie de la résistance de la torsion et de la flexion plane des solides (1862)
- Traité de cinématique, Dunod/Gauthier-Villars, Paris  (1864)
- Traité de la dynamique d’un point matériel, Dunod/Gauthier-Villars, Paris  (1864)
- Traité de la dynamique des systémes matériels, Dunod/Gauthier-Villars, Paris (1866)